# 코 (니콜라이 고골)
《코》(러시아어: Ηос 노스[*])은 니콜라이 고골이 1836년 발표한 단편 소설로, 어느 날 감쪽같이 사라져버린 코를 찾기 위해 고군분투하는 주인공 코발료프의 이야기를 다룬 작품이다. 고골의 작품 중 가장 널리 알려진 것들 중 하나이며, 환상적이고 우스꽝스러운 내용 이면에 신랄한 사회비판이 담겨 있어 고골의 사실주의적 작풍을 여실히 담고 있다는 평가를 받고있다. 1836년 잡지《소브레멘니크》에 처음 발표되었으며 이후 1842년 《페테르부르크 이야기》에 수록되었다.

## 줄거리

### 제1장
페테르부르크의 이발사 이반 야코블레비치는 어느 날 아침 식사 도중 빵에서 사람 코가 나오는 괴상한 일을 겪는다. 그는 아내의 등쌀에 떠밀려 코를 헝겊에 싸서 네바강에 버렸으나 곧바로 경찰에게 걸리고 만다. 

### 제2장
한편 8등관 코발료프는 더욱 기가 막힌 일을 겪는다. 지난 밤만 해도 얼굴에 붙어있던 코가 자고 일어났더니 사라져버리고 없는 것이다. 재차 확인해봐도 코가 없긴 마찬가지이다. 그런데 페테르부르크의 한 거리에서, 커다란 깃을 세우고 금실로 수놓은 정복에 양가죽 바지를 입고, 5등관의 모자 깃털장식을 하고 허리에는 대검을 찬 코발료프의 코가 걸어가고 있었다. 코를 따라 카잔 대성당으로 들어간 코발료프는 기도 중인 자신의 코에게 원래의 자리로 돌아와달라고 애원하지만, 8등관인 자신보다 높은 지위를 뽐내는 5등관의 코 앞에서 횡설수설할 뿐 결국 실패하고 만다. 코를 되찾기 위해 백방으로 나서는 코발료프지만, 이상한 광고는 싣지 않는다는 신문사의 거절로 광고게재는 실패하고, 경찰서장에게 도움을 요청하나 관료 지위의 차이로 오히려 모욕만 당한다. 그러던 와중에 경찰이 리가로 도망치려는 코를 찾아 왔으나, 의사를 불렀음에도 코를 붙일 방법을 찾지 못하자 그는 절망에 빠진다. 이후, 페테르부르크에서 코발료프의 코에 대한 여러 소문이 돌기 시작한다.

### 제3장
두 주가 지나자 코가 다시 원래 자리로 복귀하였다. 코발료프는 이반 야코블레비치에게 조심히 면도하라고 경고를 했고, 이반 야코블레비치는 코를 잡지 않고 조심스럽게 면도를 해 준다. 이후 코발료프는 다시 자신감을 얻고 지인들과 시간을 보내는 등 원래의 삶으로 돌아간다. 이후 작품의 서술자가 이 사건은 알 수 없는 일로 가득하지만, 무언가를 내포하고 있음을 암시하며 이야기는 막을 내린다. 

## 등장인물
- 이반 야코블레비치: 페테르부르크의 이발사로, 매주 수요일과 일요일마다 코발료프의 면도를 해 준다. 빵 속에서 발견한 코발료프의 코를 네바강에 버린다.
- 코발료프: 캅카스 지역에서 근무하는 8등관으로, 자신의 코가 감쪽같이 사라진 것을 발견하고 자신의 코를 되찾기 위해 고군분투한다.
- 코 (신사): 5등관으로 변장한 코발료프의 코로, 자신의 얼굴로 돌아오라는 코발료프의 주장을 무시한다.
- 프라스코비야 오시포브나: 이반 야코블레비치의 부인으로, 빵에서 코를 발견한 이반을 질책하며 코를 버리고 오라며 그를 내쫒는다.
- 경찰관: 네바강에 코를 버린 이반 야코블레비치를 발견하고 그를 문책하며, 코를 붙잡아 코발료프에게 돌려준다.
- 관리: 신문사에서 근무하며, 자신의 코에 대한 광고를 내 달라고 요청한 코발료프의 요청을 거절한다.
- 의사: 코발료프와 같은 건물에 거주하는 의사로, 코를 다시 붙여달라는 코발료프의 요청을 거절한다.

## 같이 보기
- 상트페테르부르크
- 러시아 관등제
- 니콜라이 고골
- 카잔 대성당
- 넵스키 대로